# بيتر مكينون
بيتر مكينون (بالإنجليزية: Angus McKinnon)‏ (8 ديسمبر 1886 في المملكة المتحدة - 1 مايو 1968) هو مدرب كرة قدم ولاعب كرة قدم بريطاني (وحمل سابقاً جنسية المملكة المتحدة لبريطانيا العظمى وأيرلندا) في مركز نصف الجناح. لعب مع تشارلتون أثلتيك ونادي أرسنال ونادي كارلايل يونايتد.

## وصلات خارجية
- بيتر مكينون على موقع عالم كرة القدم.نت (الإنجليزية)